# Plectreurys
Plectreurys is een geslacht van spinnen uit de familie Plectreuridae.

## Soorten
- Plectreurys angela Gertsch, 1958
- Plectreurys ardea Gertsch, 1958
- Plectreurys arida Gertsch, 1958
- Plectreurys bicolor Banks, 1898
- Plectreurys castanea Simon, 1893
- Plectreurys ceralbona Chamberlin, 1924
- Plectreurys conifera Gertsch, 1958
- Plectreurys deserta Gertsch, 1958
- Plectreurys globosa Franganillo, 1931
- Plectreurys hatibonico Alayón, 2003
- Plectreurys misteca Gertsch, 1958
- Plectreurys mojavea Gertsch, 1958
- Plectreurys monterea Gertsch, 1958
- Plectreurys nahuana Gertsch, 1958
- Plectreurys oasa Gertsch, 1958
- Plectreurys paisana Gertsch, 1958
- Plectreurys schicki Gertsch, 1958
- Plectreurys tecate Gertsch, 1958
- Plectreurys tristis Simon, 1893
- Plectreurys valens Chamberlin, 1924
- Plectreurys vaquera Gertsch, 1958
- Plectreurys zacateca Gertsch, 1958